# フォンボニ
フォンボニ（フランス語/コモロ語: Fomboni、コモロ語アラビア文字表記: فُمْبُنِ、アラビア語: فومبوني  Fūmbūnī）は、コモロの都市。同国第3の都市であり、モヘリ島最大の都市であり島の中心都市である。人口は約1.7万人（2017年国勢調査）。
モヘリ島北岸に位置し、港からはグランドコモロ島の島都で首都のモロニや、アンジュアン島の島都であるムツァムドゥとの間に定期船が就航しており、フォンボニの東にあるモヘリ・バンダル・エス・サラーム空港から航空便も出ている。